# Bruno Bonnell

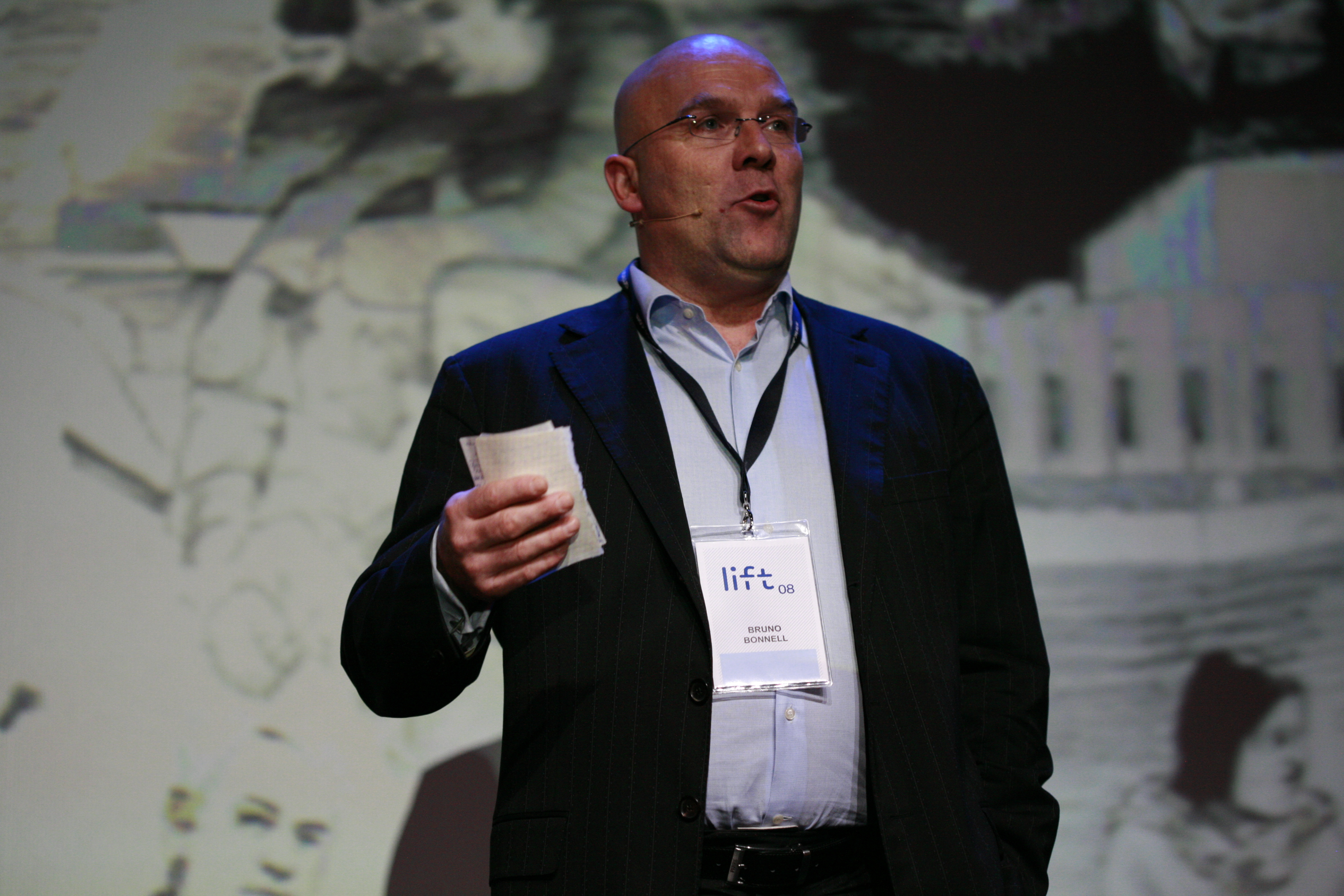
Bonnell (2008)

Bruno Bonnell (* 6. Oktober 1958 in Algier) ist ein französischer Unternehmer und Computerspieleentwickler. Bonnell war unter anderem Mitbegründer und langjähriger Leiter des französischen Computerspielherstellers Infogrames, das unter seiner Leitung zu einem der größten Unternehmen der Branche anwuchs. Seit Juni 2017 ist er für die Bewegung La République en Marche Abgeordneter in der französischen Nationalversammlung.

## Biografie

### Ausbildung und Karriereanfang
Nach seinem Baccalauréat belegte er an einer Classe préparatoire höhere Mathematik und studierte anschließend bis 1980 Chemieingenieurwesen an der École supérieure de chimie, physique, électronique de Lyon. Im Anschluss studierte er bis 1982 an der Universität Paris-Dauphine Wirtschaftswissenschaften und schloss mit dem Titel eines maîtrise d’économie appliquée (Diplom) ab. Nach kurzzeitiger Tätigkeit für Assistance Industrielle Dauphinoise in Grenoble erhielt er eine Stelle als Betriebswirt bei Thomson, wo er für die Vermarktung des Computers Thomson TO7 verantwortlich war. Gemeinsam mit Christophe Sapet schrieb er den Ratgeber Pratique de l’ordinateur familial Texas Instruments Niveau 2, mit dessen Erlösen beide am 1. Juni 1983 den Spieleentwickler Infogrames gründeten.

### Infogrames
Von 1983 bis 2007 leitete Bonnell das Unternehmen in den verschiedensten Positionen, darunter als Chairman, Chief Creative Officer und Chief Executive Officer. Unter seiner Führung stieg der Entwickler zum führenden europäischen und weltweit drittgrößten Spielepublisher auf und expandierte durch zahlreiche Zukäufe, die jedoch mit zahlreichen Schulden erkauft wurden, die das Unternehmen letztlich in eine schwere finanziell Krise trieben. Dies führte unter anderem im März 2003 zu Bestrebungen, Bonnell aus dem Posten des Geschäftsführers von Infogrames zu drängen. Unter Bonnell belebte der Konzern die Marke Atari neu und verwendete sie ab 2001 für die Veröffentlichung seiner Spiele. Ab 2003 wurden alle Distributionsniederlassungen, nach Bonnells Ausscheiden schließlich 2009 auch der Gesamtkonzern in Atari umbenannt.
Von Februar 2000 an war Bonnell zusätzlich zu seinen Aufgaben bei Infogrames auch CEO der US-Tochter GT Interactive (Atari, Inc.). Er gab das Amt im Dezember 2004 an James Caparro ab, der jedoch bereits nach sechs Monaten bereits wieder zurücktrat, woraufhin Bonnell übergangsweise erneut die Geschäftsführung übernahm. Im September 2006 übernahm schließlich David Pierce den Posten des CEO und President von Atari, Inc. von Bonnell.
Am 5. April 2007 trat Bonnell schließlich von seinen verbliebenen Ämtern innerhalb des Konzerns zurück.
Sein Abschied aus dem Unternehmen wurde an der Börse allgemein positiv aufgenommen, am Tag der Ankündigung stieg der Wert der Anteile um 24 %.

### Tätigkeiten ab 2007
Seit 2007 interessiert sich Bonnell für die Robotik und die künstliche Intelligenz und investiert in eine Reihe von Unternehmen; ab 2012 ist er Teilhaber am Risikokapitalfonds Robolution Capital, der u. a. an Navya, einen Hersteller autonomer Busse beteiligt ist. Er ist außerdem Präsident des französischen Interessensverbandes für Serviceroboter, Syrobo.
Im Juni 2008 übernahm Bonnell den Posten des Präsidenten von zSlide, eines Spieleentwicklers nahe Paris. Derzeit ist Bonnell Président-directeur général (Geschäftsführer) von Robopolis, einem Unternehmen aus Lyon, das Serviceroboter vertreibt. Bonnell war und ist Mitglied des Board of Directors mehrerer Unternehmen, unter anderem für den Lebensmittelkonzern Danone (seit 22. April 2005), ANF Immobilier, Eurazeo und das Filmunternehmen Pathé (seit 4. Mai 2008).
Neben seiner beruflichen Tätigkeiten war Bonnell 1995 gewählter Präsident des Syndicat des Editeurs de Logiciels de Loisirs (SELL), eines französischen Interessensverbandes der Computerspieleentwickler. Zusammen mit dem französischen TV-Anbieters Canal Plus entwickelte Bonnell den TV-Sender Game One, der sich speziell an Spieler richtete. Weiterhin beteiligte sich Bonnell am Fußballteam Olympique Lyon.

## Engagement in der Politik
Ab 2016 engagierte sich Bonnell für Emmanuel Macron und wurde für dessen Partei En Marche in den Parlamentswahlen im Juni 2017 als Kandidat für Villeurbanne aufgestellt, wo er sich in der Stichwahl gegen die ehemalige sozialistische Ministerin Najat Vallaud-Belkacem durchsetzte.

## Auszeichnungen
- 1995 Manager des Jahres der Zeitschrift Le Nouvel Économiste

## Veröffentlichte Bücher
- Bruno Bonnell, Christophe Sapet: Pratique de l’ordinateur familial Texas Instruments: Niveau 2. Éditions Radio, 1982, ISBN 2-7091-0923-9.
- Bruno Bonnell: Viva la Robolution! Jean-Claude Lattès, Paris 2010, ISBN 978-2-7096-3537-0.